# Centrum Handlowe M1 w Krakowie
Centrum Handlowe M1 w Krakowie – centrum handlowe w Krakowie należące do sieci centrów handlowych M1, zlokalizowane przy Alei Pokoju, w dzielnicy Czyżyny.
Centrum Handlowe M1 w Krakowie zostało otwarte w 2001 roku. Wystrój nawiązuje do architektury Sukiennic, jak również uliczek Starego Miasta w Krakowie.

## Specyfikacja
Powierzchnia najmu brutto Centrum Handlowego M1 w Krakowie wynosi 51 100 m². Znajduje się w nim ok. 125 sklepów, w tym hipermarket Auchan oraz sklep budowlany OBI. W centrum jest 6 restauracji i kawiarni, w tym restauracja McDonald’s oraz Pizza Hut i kawiarnia Costa Coffee. Dla klientów dostępnych jest 1358 miejsc parkingowych.

## Nagrody
W 2002 Centrum Handlowe M1 zostało laureatem plebiscytu architektonicznego Mister Krakowa, otrzymując nagrodę w kategorii: Najlepszy Obiekt Użyteczności Publicznej.